# Bernard Philip Kelly
Pour les articles homonymes, voir Kelly.
Bernard Philip Kelly (1907-1958) est un philosophe catholique anglais qui a rédigé des essais philosophiques abordant la métaphysique, la spiritualité, la poésie et les questions sociales, notamment dans le périodique dominicain Blackfriars.

## Biographie
Ses liens et son amitié avec les principaux thomistes britanniques et les distributistes
de son époque, ainsi qu'avec l'érudit Ananda Coomaraswamy, et sa familiarité avec la poésie de Gerard Manley Hopkins, lui ont permis de produire  un riche corpus d'écrits.
L'inspiration de Kelly est d’abord la philosophie scolastique, en particulier, la Somme théologique de Thomas d'Aquin.
À partir des années 50, il se rapproche de l’école pérennialiste et des idées formulées par René Guénon et entre en contact avec Frithjof Schuon. Il  développe une critique du monde moderne et une approche des religions orientales dans ses derniers essais de maturité écrits avant sa mort survenue à 51 ans.

## Derniers articles
- Notes on the Light of the Eastern Religions (Dominican Studies, Londres, 1954, pp. 254-271; réédité dans Religion of the Heart, a Festschrift in honor of the 80th birthday of  Frithjof Schuon, Foundation for Traditional Studies, Oakton VA, 1991) ;
- A Thomist Approach to the Vedanta, (Blackfriars XXXVII, no 430, janvier 1956) ;
- The metaphysical background to analogy (Aquinas Paper No. 28, Blackfriars Publications, Londres 1958).